# Тежки крайцери тип „Такао“
Такао (на японски: 高雄型重巡洋艦) са серия от четири тежки крайцера на Императорските ВМС на Япония от 1930-те години.
Ключови разлики спрямо по-ранните крайцери от типа „Миоко“ са огромната носова надстройка, значително усиленото брониране, новите (и оказали се неудачни на практика) установки на главния калибър, въртящите се торпедни апарати на горната палуба и подобрените условия за обитаемост на екипажа. В периода 1927 – 1928 г. са дадени поръчки за четири единици, които в периода 1927 – 1932 са реализирани от две държавни („Такао“ и „Атаго“) и две частни („Мая“ и „Чокай“) корабостроителници. Планира се и построяването на още 4 кораба по усъвършенстван проект, но това не е осъществено поради подписването, през 1930 г., на Първия Лондонски договор.
Крайцерите служат през цялото междувоенно време, „Такао“ и „Атаго“ при това имат голяма модернизация в периода 1939 – 1941 г. Всички те имат активно участие в бойните действия на Тихоокеанския театър на военните действия през Втората световна война. През 1944 г. „Мая“ е преустроен в крайцер за ПВО. Три крайцера от типа „Такао“ загиват в хода на сраженията в залива Лейте, през октомври 1944 г., тежко повреденият главен кораб на серията е пленен от англичаните в Сингапур, през септември 1945 г. и потопен от тях като мишена година по-късно.

## Разработка на проекта
Необходимостта от построяване на още четири 10 000-тонни крайцера е включена в подготвения от морския генерален щаб (МГЩ) проект за нова корабостроителна програма, който се обсъжда и е одобрен на среща между началника на МГЩ Ямашита Гентаро (山下源太郎) и морския министър Какуичи Мураками на 5 февруари 1924 г. Сменилият последния Такеши Такарабе представя този документ на финансовата комисия в парламента на 13 септември, но получава отказ за отделяне на средства. Освен това неговото положение се усложнява, след като на 18 декември американският президент Калвин Кулидж отлага построяването на 6 от 8 планирани по-рано от Конгреса от 28 май 10 000-тонни крайцера. След това Такарабе изменя своята тактика и започва да обоснова исканията си към Министерството на финансите с необходимостта от възмездяване на 49 планирани за отписване кораба с 43 нови. В числото предназначени за скрап кораби влизат 4 остарели бронепалубни крайцера („Тоне“, „Чикума“, „Хирадо“, „Яхаги“), и през 1925 г. МГЩ определя своите изисквания към проекта заменящ ги с тежки:
- Бронева защита в района на силовата установка, издържаща на попадение от шестдюймови снаряди под прав ъгъл и осемдюймови под остър на далечини 7 – 20 км;
- Бронева защита на погребите, издържаща на попадение от осемдюймови снаряди под прав ъгъл на дистанция 10 км;
- Защита на подводната част на корпуса, способна да издържи взрив на 1 – 2 торпеда;
- Ударно въоръжение от десет 200-мм оръдия с големи ъгли на възвишение и четири сдвоени 610-мм торпедни апарата на горната палуба (по двойка на всеки борд), адекватни средства за ПВО;
- Три хидросамолета на борда;
- Максимална скорост на хода от над 33 възела;
- Далечина на плаване от 8000 морски мили при 14-възлов ход;
- Възможност за използването им като флагмански кораби на флотовете (в мирно време) и на дивизиите (във военно)[4].

Проектирането на крайцерите започва в началото на 1925 г. под ръководството на капитан 1-ви ранг Кикуо Фуджимото, сменил намиращия се в Европа Юдзуру Хирага. Подготвеният към 1926 г. проект е известен като „Подобрен Миоко“, имайки много общи черти с предшественика и отличавайки се от него по следните особености:
- Използване на установки на главния калибър с максимален ъгъл на възвишение от 70°;
- Подобрено брониране на погребите;
- Използване на стомана тип „D“, алуминий и електрозаваряване;
- Замъкоподобна надстройка;
- Два катапулта вместо един;
- Въртящи се торпедни апарати на горната палуба[5].

Първите три отличия са вследствие влиянието на Хирага, в хода на пътуване до Великобритания узнал за особеностите на конструкцията на новите крайцери от типа „Каунти“ от техния главен конструктор Юстас Д'Ейнкорт (Sir Eustace Tennyson d'Eyncourt, 1st Baronet). Необходимостта от поставянето на два катапулта е обусловена от съобщенията за присъствие в такова количество на проектиращите се американски 10 000-тонни кораби.
Предложената от Такарабе корабостроителна програма, включваща строителството на четири 10 000-тонни крайцера, е разгледана от финансовата комисия на 9 октомври 1926 г. След дълги спорове тя е приета на 52-рата сесия на парламента през март 1927, вече след смъртта на император Йошихито. В рамките на бюджетите за 1927 и 1928 г. са поръчани по два крайцера.

### Проект „Подобрен Такао“
На 13 февруари 1929 г. в САЩ са отделени средства за построяването към 1935 г. на 23 тежки крайцера – почти двойно повече, отколкото планираните по-рано 12 единици до 1936 г. Това променя плановете и на японците. На 5 март съвместно с ръководителя на МГЩ Канджи Като и морския министър Окада Кейсуке е утвърден проект за корабостроителната програма за 1930 г., в който по сравнение с по-ранния вариант от август 1928 г. за 6 леки 5000-тонни крайцера се сменят с 5 тежки. След обсъждания в парламента проектът е подписан на 14 май от премиер-министъра Гиичи Танака, включвайки 4 единици от този типа вместо 5.
Два тежки крайцера по програмата от 1930 г. се планират за построяване в периода 1930 – 1934 г., и още два – през 1931 – 1935 г., при стойност от 27,41 милиона йени всеки. Съгласно изработеното от МГЩ ТТЗ, тези кораби трябва да носят по четири от новите 127-мм зенитни оръдия тип 89 и да имат още по-развити, в сравнение с типа „Такао“, защита на погребите и ПТЗ. Но на 22 април 1930 г. в Лондон е подписан морски договор, лимитиращ броя на японските тежки крайцери на дванадесет – вече приетите в състава на флота и строящи към момента. В резултат на това проектът „Подобрен Такао“ не е реализиран, но служи за прототип на шестте крайцера клас „B“ от типовете „Могами“ и „Тоне“.

## Конструкция

### Корпус и компоновка
Компоновката на корабите като цяло прилича на тази използвана при по-ранните крайцери от типа „Миоко“. Те имат аналогични обводи, в техния силов набор също се включва палубната и бордовата броня. Идентични или много близки са и такива характеристики, като съотношението дължина към ширина, формата на форщевена, разстоянието между шпангоутите, ъгълът на килеватост на дъното и степента на наклон на вълнообразната горна палуба. Най-широката секция на корпуса обаче е изместена с 11,44 м по-близо към носа в сравнение с „Миоко“ и се намира при 174-тия шпангоут. Основен конструкционен материал е високоякостна стомана тип HT. Дебелината на листовете обшивка като цяло повтаря тази на типа „Миоко“, освен горната палуба, където е слабо намалена. Съответно е снижено и теглото на надлъжните и напречните елементи, съставляващ у мидъла 18,61 тона на метър дължина.
Зад трите оръдейни кули на главния калибър (ГК) в носовата част започва масивната замъкоподобна надстройка, явяваща се главната външна отличителна особеност на корабите от серията. В сравнение с надстройката на крайцерите от типа „Миоко“ тя има аналогична височина, но при това е значително по-дълга, 1,5 пъти по-тежка по маса (160 тона срещу 114) и тройна по вътрешен обем. Цената за това е голямата ѝ площ, нарасналото високо разположено тегло и големия силует на кораба като цяло. Десетте нива на надстройката включват в себе си следните помещения и оборудване:
- На първото от нивото на горната палуба се намират постът на борбата за живучест № 2, фотолабораторията, дърводелската и ковашката работилници, различни складове и каналите на димоходите;
- На второто са само канали на димоходите и складови помещения (в частност, там се съхраняват сигналните ракети);
- На третото се намират предната радиорубка, акумулаторния отсек, каналите на димоходите и вентилационните изходи от първото котелно отделение;
- На четвъртия етаж се намират рулевата рубка, кабинетът на щурмана и помещението за съхраняване на навигационните прибори, радиотелефоннен пост №1 и вентилационните канали. По бордовете му има кулички с 3,5-метров далекомер и двата долни наблюдателни поста на спонсони;
- На петото ниво са рубката за свръзка и управление, поста за управление на зенитния огън, радиотелефонен пост №2, стаите за отдих на адмирала, капитана и офицерите на щаба, отстрани – три наблюдателни поста и два 60-см прожектора на спонсони;
- На шестото ниво се намират компасният мостик (с главен и резервни компаси), възел за свръзка, оперативната рубка, постът на борбата за живучест № 1, картохранилището, 12-см и 18-см бинокуляри, куличките на СУАЗО тип 91 и два 1,5-метрови навигационни далекомера тип 14, сигналната платформа;
- На седмото ниво е постът за управление на торпедния огън с изчислителен прибор тип 89 и 12-см бинокуляри, килерите и четири платформи с прожектори;
- На осмото ниво се намира постът с визьор за следене на целта тип 13, 12-см бинокуляри и помещения за разчета им, електрическото табло, складови помещения, а също наблюдателни постове по бордовете с 12-см бинокуляри;
- Деветото ниво представлява пост за управление на огъня на главния калибър, включващ средства за свръзка, помещения за командира на артилерийската БЧ и другите офицери, наблюдателни позиции с бинокуляри по бордовете;
- На десетото ниво са куличките с главния визьор за централна насочване тип 14, 4,5-метров далекомер тип 14 и телескопи за наблюдение. Последните са предназначени за търсене на дим от кораби на много голяма дистанция, също и за самолети, имат ъгъл на насочване −5/+75°, могат да се въртят на 320°[10].

Следват четириногата фокмачта и зенитната палуба. На последната са двата комин (носовия – сдвоен), воздухозаборниците на вентилаторите на машинните и котелните отделения, втората работилница и 120-мм зенитни оръдия. Зад тях се намира триногата гротмачта с товарна стрела, двата катапулта и хангарът за хидросамолетите, на покрива на който са поместени резервен пост с визьор за централна насочване и радиорубка. Още по-далеч към кърмата са две двуоръдейни кули на ГК. Спасителните средства са представени от един 8-м и един 9-м сампана, два 9-м гребни, два 11-м и три 12-м моторни катера.
При проектирането на типа „Такао“ още не е известно за голямото строително претоварване на предшестващите крайцери. Съответно допълнителни мерки за олекотяване на корабите са предприети само за компенсиране на високото тегло. Те се свеждат до използването на електрозаваряване на някои съединения между палубите и преградите, а също използването на алуминий в корабната арматура.
Разпределението на теглата на елементите изглежда по следния начин:
|                              | Маса, т  | В проценти |
| ---------------------------- | -------- | ---------- |
| Корпус                       | 4086,7   | 29,1%      |
| Бронева защита               | 2368,2   | 16,8%      |
| Оборудване и снаряжение      | 1015,0   | 7,2%       |
| Въоръжение                   | 1728,7   | 12,3%      |
| Силова установка             | 2670,6   | 19,0%      |
| Гориво и смазочно масло      | 1810,9   | 12,9%      |
| Запаси прясна вода           | 104,7    | 0,7%       |
| Друго                        | 281,9    | 2,0%       |
| Водоизместимост с 2/3 запаси | 14 066,7 | 100%       |

Водоизместимостта с 2/3 запаси на изпитанията примерно с 10% надминават проектната величина от 12 986 тона, достигайки при „Атаго“ 14 260 тона. Както и на предходните крайцери, претоварването идва от по-голямото, в сравнение с планираното, тегло на елементите на корпуса и оборудването.
Устойчивостта на корабите поради по-голямото високо тегло е по-лоша, отколкото при типа „Миоко“. Метацентричната височина на изпитанията на крайцера „Такао“ за стабилност от 26 юни 1932 г. съставя 1,35 м при пълно натоварване (15 186 т), 1,2 м при натоварване 2/3 от пълната (14 109 т) и 0,38 м в олекотен вид (11 406 т). Прекалено малката ѝ величина в последния случай принуждава да се използва баласт от 250 тона задбордна вода (след инцидента с „Томоджуру“ – 450 тона).

### Въоръжение
Главният калибър на крайцерите включва десет 203,2-мм оръдия тип 3-та година №2 в пет двуоръдейни кули. Тази артсистема е модернизация на по-ранната тип 3-та година №1, на въоръжение във ВМФ на Япония тя е приета на 6 април 1931 г. Оръдието има дължина на ствола 50 калибра и максимална скорострелност от 4 изстрела в минута. То има обмотан ствол и бутален затвор, масата му съставлява 19 тона.
Три кули са „пирамида“ в носа и две линейно-терасовидно – на кърмата. Използваната установка тип E е разработана в средата на двайсетте години под ръководството на Тийокичи Хата. Тя се базира на по-ранната тип B, поставяна на самолетоносачите „Акаги“ и „Кага“ (на свой ред, създадена под влиянието на британската на крайцерите тип „Каунти“), и може да води огън както по надводни/брегови, така и по въздушни цели благодарение на максимален ъгъл на възвишение от 70°. При маса от 171 тона и диаметър на основата от 5,03 м тя има кръгово брониране от плочи NVNC с дебелина 25 мм. Над него има тънки стоманени листове, играещи ролята на слънцезащитни екрани. Всяка установка има две хидравлични помпи (работна течност – рапично масло, налягане в системата – 35,0 кгс/см²), работещи от два електродвигателя с мощност по 100 к.с.. Те задвижват хидравличната система, осигуряваща въртенето на кулата (чрез червячна предавка, до 4° в секунда), подема и спускането на оръдията, а също работата на досилателите и подемниците. Обичайно се използва двойката от една помпа и един електродвигател, втората не работи. Боеприпасите (125,85-кг снаряди и 33,8-кг заряди в картузи) се подават ръчно от погребите до претоваръчното отделение, а оттам – чрез два бутащи подемници (снарядите) и кофични (за зарядите) подемника в централните канали на кулите се качват до оръдията. Към момента на влизането в строй се използват снарядите образец 1931 г. (тип 91) – бронебоен с балистичен накрайник, с „общо предназначение“ (фугасен) и два типа учебни, щатния им боекомплект съставлява 1200 единици (120 на ствол). Максималната далечина на стрелбата при ъгъл на възвишение от 45° достига 29,4 км, досегаемостта по височина – 10 км.
Установките тип E при експлоатацията им веднага показват множество проблеми. Първо, поради фиксирания ъгъл на зареждане от 5° реалната скорострелност не надвишава 4 изстрела в минута, против очакваните 5. Второ, макар и да са проектирани като универсални, те са съвършено непригодни за зенитен огън поради малката си скорострелност и скорост на насочване. На трето място, на стрелбите през 1933 г. се проявява значително по-голямото разсейване на снарядите в сравнение с предшествениците – до 483 м на далечина 19 300 м. Накрая, разчетите на оръдията са недоволни от силния шум от помпите на хидравличната система. Заложеният последен крайцер „Мая“ е окомплектован с установките тип E1, с намален до 55° максимален ъгъл на възвишение и нараснала до 175 тона маса, лишени от част от изброените недостатъци.
Системата за управление на огъня на главния калибър на всичките четири кораба включва в себе си два визьора за централно насочване (ВЦН) тип 14 – на върха на носовата надстройка (главен) и над хангара за хидросамолетите (резервен), визьор за следене на целта тип 13 (на осмото ниво на надстройката), три 6-метрови (на покривите на кули на ГК №1, 2 и 4), два 3,5-метрови и два 1,5-метрови далекомера тип 14, и четири 110-см прожектора.
За борба със самолетите на зенитната палуба отстрани на комините са поставени четири 120-мм оръдия тип 10 в единични щитови установки с електрохидравлично задвижване тип B2. По-малкия им брой относително типа „Миоко“ се обяснява с това, че новите оръдейни кули на ГК се предполага да водят зенитен огън. С максимален ъгъл на възвишение от 75° досегаемостта на 120-мм оръдия по височина достига 8450 метра. Към момента на влизането им в строй се използват пет различни снаряда: фугасен, осветителен с парашут, пристрелъчен и два типа учебни, щатния боекомплект е 1200 единици (по 300 на ствол). За управление на огъня на 120-мм оръдия се използва СУАЗО тип 91 (на шестото ниво на надстройката, от края на 1933 г.) и 3,5-метров далекомер тип 14 (на четвъртото).
Малокалибреното зенитно въоръжение е представено от две единични 40-мм автоматични оръдия тип „Би“ („Викерс“ Mk II) на площадка при задния комин и две 7,7-мм картечници тип „Би“ – на площадка при предния.
Торпедното въоръжение се състои от четири сдвоени въртящи се 610-мм торпедни апарата тип 89. При маса от 14,5 тона, дължина 8,5 м и ширина 3,4 м те имат ръчно насочване, обръщането на максималните 105° отнема 22,3 секунди. Изстрелването на торпеда от тях за маскировка става със сгъстен въздух, но при необходимост могат да се използват и барутни заряди. Торпедните апарати са разположени на спонсоноподобни уширения на горната палуба в централната част на кораба, за намаляване на повредите по корпуса в случай на възможен взрив на торпедата. Освен това бойните глави на последните вече са прикрити от защитни корпуси от стомана тип „D“. За компенсиране на по-малкия брой на торпедните апарати относително типа „Миоко“ присътства система за тяхното бързо презареждане, включваща в себе си релси, блокове и електрохидравлични механизми за зареждане с мощност по 15 к.с. Използваните парогазови торпеда тип 90 (боекомплект – 24 единици) при стартова маса 2,540 тона носят 390 кг тринитроанизол и могат да изминат 15 000 м на 35 възела, 10 000 на 42 и 7000 на 46. Системата за управление на торпедната стрелба включва два изчислителни прибора тип 89 на седмото ниво на надстройката.
Крайцерите носят два барутни катапулта тип № 2 модел 3, разположени побордно между гротмачтата и четвъртата кула на ГК. Те са приетия на въоръжение през 1932 г. усъвършенстван вариант на катапулта тип № 1 модел 1, позволяващ да ускорява самолети с тегло до 3000 кг до стартова скорост, нараснала до 28 м/с. Авиогрупата по проект се състои от два двуместни разузнавателни хидросамолета (стоят крило до крило в хангара) и един триместен. Но фактически поради липсата на последните на крайцерите в първите години на службата се базират само два двуместни тип 90 №2, на „Такао“ в като временно решение – допълнително остарелия триместен тип 14 №3.

### Бронева защита
Главният броневи пояс от плочи стомана NVNC при дължина 82,40 м, ширина 3,50 м и дебелина 102 мм защитава котелните и машинните отделения. В краищата той продължава като стесняващи се пояси от плочи NVNC (дебелина на надводната част – 127 мм, подводната изтънява от 76 мм при горния край до 38 мм при долния) с ширина 4,2 м, дължина 20,95 м (в носа) и 16,45 м (в кърмата) при същата дебелина, предназначени за защита на погребите за боезапаса. Освен това те играят ролята на конструктивна защита на подводната част на корпуса от попадения на гмуркащи се снаряди там, където няма противоторпедна преграда. Тази схема се използва и при последващите проекти („Могами“, „Тоне“, „Ямато“) за прикритие на енергетичната установка. За осигуряване на по-голямата ширина на пояса в района на погребите е пожертвана неговата дължина, и той е по-къс с 3,35 м, отколкото при предшестващия тип.
Както и при „Миоко“, бордовите броневи плочи се крепят непосредствено към шпангоутите с наклон 12° и са част от силовия набор на корпуса. Поради голямото претоварване те се издигат над водата на 1,30 м в случая водоизместимост с 2/3 запаси и на 0,85 м – в случая на пълната.
Към горния край на централния пояс се стикова средната палуба, съставена над енергетичната установка от плочи NVNC с дебелина 35 мм (на разстояние 1,52 м от бордовете – 32 мм) и играеща ролята на хоризонтална защита на силовата установка. Над погребите долната палуба е съставена от 47-мм плочи. Тази броня също влиза в силовия набор на корпуса, крепейки се непосредствено към бимсовете. Най-накрая, централната част на горната палуба е усилена с два слоя плочи от стомана HT: дебелина 12,5 – 25 мм и 16 мм.
Четирите напречни прегради от плочи NVNC (достигащи нивото на долната палуба) се крепят към пояса и играят ролята на траверси, защитаващи погребите за боезапаса. Първата от тях, обвиваща първата кула ГК, има дебелина от 63 (край) до 89 мм (център), втората (пред първо котелно отделение) – 38 мм. Третата също заобикаля четвъртата кула и е от 32-мм и 51-мм плочи, последната – от 76-мм.
Барбетите на кулите на ГК се защитават на 1,52 м над нивото на долната палуба и на 0,31 по-ниско до 63 със 127 мм (№ 1 и 2) и 63 със 102 мм (№ 5) плочи NVNC, увенчани с 25-мм опорен брониран пръстен. Бронирането на високите установки №2 и №4 е различно. В промеждутъка между долната и средната палуби дебелината на техните броневи цилиндри съставлява 76 – 127 мм (№ 2, долната част) и 38 мм (№ 4 и горната част на № 2), между средната и горната палуби – 25 мм, над горната палуба – от 38 до 76 мм. Самите кули са с противоосколъчно кръгово брониране от плочи NVNC с дебелина 25 мм.
Каналът на втория комин се прикрива от 70-мм (предната част), 76-мм (задна част) и 89-мм (външна страна) от същата броня на 1,83 м от нивото на средната палуба, димоходите на първия комин нямат брониране. Погребите на 120-мм оръдия, освен бронираната долна палуба, имат защита във вид на 102-мм плочи по бордовете и 51-мм отпред и отзад. Стените и тавана на рулевото отделение се защитават от броня с дебелина от 25 до 51 мм. Кулоподобната надстройка, за разлика от типа „Миоко“, се прикрива от 10-мм листове специална немагнитна стомана тип D и 10-мм, 12-мм и 16-мм листя стомана HT.
Конструктивната подводна защита и делението на отсеци е аналогично на „Миоко“. Защитата на подводната част на корпуса е представена от двойно дъно и були с противоторпедна преграда. За снижаване на обема на наводняване на котелните и машинните отделения те са разделени от надлъжна преграда по диаметралната плоскост. Максималната дълбочина на противоторпедния бул съставлява 2,5 м. По задание противоторпедната защита трябва да издържи на попадение на торпедо с бойна част от 200 кг шимоза. За разлика от „Миоко“ огънатата противоторпедна преграда не е от стомана HT, а от типа D с дебелина 58 (29+29) мм. Зад главния пояс, по височината от противоторпедния бул до долната палуба върви 25 мм надлъжна противоосколъчна преграда. Както и при „Миоко“ в долната третина тя има дебелина 25,4 мм, в средната част е 19 мм и 9 мм в горната трета. В допълнение по цялата височина на котелното отделение върви начупена надлъжна преграда. В долната си част тя е дебела 6,35 мм с постепенно намаляване на дебелината нагоре до 3,8 мм. Нейната роля е двойна. Тя трябва допълнително да удържа осколките, пробили бронепояса. А също и да играе ролята на филтърна преграда при възникване на теч през противоторпедната преграда или главния пояс.

### Силова установка
На крайцерите има 4 турбозъбчати агрегата с мощност по 32 500 к.с. (23,9 MW), задвижващи 4 трилопастни гребни винта (двата предни ТЗА за външните винтове, двата задни – вътрешните). Тази паротурбинна установка е разработена от секцията за корабни механизми на МТД (Кансей Хомбу, съкратено „Кампон“) за крайцерите от типа „Миоко“ и се явява модификация на по-ранна, предназначена за линейните крайцери от типа „Амаги“. Четирите ТЗА се намират в четири машинни отделения, разделени от надлъжна и напречна прегради.
 Всеки агрегат включва в себе си четири активни еднопоточни турбини: две с ниско налягане (по 8125 к.с. при 2000 об/мин) и две с високо (8125 к.с. при 3000 об/мин). През 40-тонен редуктор с хеликоидна предавка (едно централно зъбно колело и четири водещи от турбините, с предавателни числа от 6,24 до 9,43) те въртят вала на 3,85-метровия гребен винт с максимална честота на оборотите едва от 320 об/мин. Материалът за роторите на турбините е закалена стомана, а за лопатките на винтовете неръждаема стомана „B“ (за разлика от „A“ на типа „Миоко“).
В корпусите на турбините ниско налягане (ТНН) са турбините за заден ход с обща мощност 36 000 к.с. (по 4500 к.с. всяка), въртящи винтовете в направление, обратно на въртенето им при преден ход.
За икономичен ход в състава на предните ТЗА има по една крайцерска турбина (с мощност по 3100 к.с. при 5439 о/мин). Чрез отделен 2,3-тонен редуктор (едно водещо колело, предавателно число 3,395) всяка от тях се съединява с външната турбина високо налягане (ТВН) на агрегата. Отработената пара от турбините на крайцерския ход (ТКХ) постъпва на крайцерските степени на външните ТВН и ТНН, заедно те дават на вала 7050 к.с. (14 100 к.с. сумарно) при 170 о/мин, което осигурява 18-възлова скорост на хода. За 14 възела е достатъчна обща мощност от 7500 к.с. при 140 о/мин. На всички режими, освен крайцерския, ТКХ се разсъединяват от редуктора и парата постъпва пряко в двете ТВН на агрегата. От използваните на типа „Миоко“ електродвигатели за завъртане на вътрешните валове се отказват, а вместо тях се поставят специални индукционни турбини. Те се захранват с използваната пара от ТКХ и са предназначени за по-бързото пускане на задните ТЗА при преход от икономичен ход към пълен. Поради грешки при преподсъединяването на валовете, водещо до рязък ръст на скоростта им на въртене и свързаните с това аварии, на всички четири кораба индукционните турбини са свалени при модернизациите в периода 1938 – 1939 г.
С максимален запас гориво (2645 тона мазут) фактическата далечина на плаване съставлява около 7000 морски мили (срещу 8000 по проект) на 14-възлов ход. За 18-възлов ход, поради двойно по-голямата от необходимото мощност на ЕУ, далечината пропорционално се съкращава до около 4000 мили.
Отработената пара се събира в осем еднопоточни кондензатори тип „Унифлукс“ (четири до ТНН и четири под тях), с охлаждаема площ по 762 м². Всяко машинно отделение има два нагнетателни и два смукателни електрически вентилатора тип „Сироко“, маслоохладител и трите маслени помпи на системата за принудително смазване.
Па́рата за турбозъбчатите агрегати се произвежда от дванадесет трибарабанни водотръбни котли с нефтено отопление, тип „Кампон Ро Го“, разполагащи се в девет котелни отделения. Работното налягане на парата е 20,0 кгс/см² (температура на наситената пара при такова налягане – 100°C). Прегрята пара не се използва поради нерешения по това време проблем с корозията, както е при „Миоко“. За отвеждането на продуктите от горенето се използват два комина: предният сдвоен (от 1 – 5 котелни отделения) и задният единичен (от 6 – 9 отделения). За разлика от „Миоко“ наклон има само първият комин, вторият е прав. Също на горната палуба се намира спомагателен котел за пара (с работно налягане – 14,0 кгс/см²) на корабните механизми за престой на котва или в пристанище. Продуктите от горенето при него се отвеждат по тънък димоход, присъединен към предната част на втория комин.
За захранване на корабната електромрежа (с напрежение – 225 V) се използват четири бензинови електрогенератора по 250 kW разположени на трюмната палуба и един дизелов за 255 kW на долната палуба, с обща мощност 1225 kW срещу 735 kW при „Миоко“.
Масата на силовата установка е 2660 дълги тона, което е със 70 тона по-малко, отколкото на типа „Миоко“. Тяговъоръжеността на силовата установка е 48,8 к.с./т.
| Резултати от ходовите изпитания на крайцерите | Резултати от ходовите изпитания на крайцерите | Резултати от ходовите изпитания на крайцерите | Резултати от ходовите изпитания на крайцерите | Резултати от ходовите изпитания на крайцерите | Резултати от ходовите изпитания на крайцерите |
|                                               | Дата                                          | Място на провеждане                           | Водоизместимост, тона                         | Мощност на силовата установка, к.с.           | Скорост, възела                               |
| --------------------------------------------- | --------------------------------------------- | --------------------------------------------- | --------------------------------------------- | --------------------------------------------- | --------------------------------------------- |
| „Такао“                                       | 15 март 1932 г.                               | Район на град Татеяма                         | 12 210                                        | 132 748                                       | 35,3                                          |
| „Атаго“                                       | 13 февраля 1932 г.                            | Заливът Сукумо                                | 12 214                                        | 135 001                                       | 35,2                                          |
| „Мая“                                         | 4 апреля 1932 г.                              | Проливът Кий                                  | 12 175                                        | 133 352                                       | 35,0                                          |
| „Чокай“                                       | 5 апреля 1932 г.                              | Район на остров Косикиджима                   | 12 227                                        | 134 241                                       | 35,6                                          |

### Екипаж и условия за обитаемост
По проект екипажът на крайцерите се състои от 727 души: 48 офицера и 679 подофицера и матроса, фактически до реконструкциите им съставът варира в пределите на 743 – 761.
Кубриците за редовия състав се намират на долната палуба в кърмата, а също на средната палуба от кърмата до района на димоходите на първото и второто котелно отделения. Офицерските каюти са съсредоточени в носовата част на долната и средната палуби, там се намира и каюткомпанията. Благодарение на по-малкия на брой екипаж и пренасянето на торпедните апарати на горната палуба жилищните помещения са съществено по-просторни, отколкото на типа „Миоко“. Освен това, на корабите има 66 центробежни вентилатора (обща мощност на техните електродвигатели е 130 к.с.), а зоната с климатизация вече включва не само погребите за боезапаса, но и постовете за управление на огъня.
На корабите има складове за ориз и пшеница (по краищата) и хладилна камера за риба и месо (с обем 67 м³, на кърмата). На средната палуба са лазаретите с карантинните стаи, а също и отделните (за офицери, подофицери и матроси) камбузи и бани.
Всичките четири крайцера са предназначени за използване като флагмани на флотовете и изначално имат помещения за щаб, големи по размери оперативни рубки и допълнителни средства за свръзка. Необходимостта от това е обусловлена от започналата в хода на проектирането на типа „Такао“ първа модернизация на линейните крайцери от типа „Конго“, в резултат на която тяхната скорост много намалява и вече е недостатъчна за воденето на разузнаване.

## Строителство
Поръчките за първите два кораба, на стойност по 28,37 млн. йени, са дадени на държавните корабостроителници в Йокосука и Куре в началото на 1927 г. На 23 юни на крайцерите № 9 и № 10 са присвоени названията „Такао“ и „Атаго“ в чест на двете планини в префектура Киото, известни с разположените на тях храмове: будисткия Джинго-джи и шинтоисткия Атаго съответно. Двете имена се използват в ЯИФ не за първи път: няколко години преди това така са кръстени заложените, но разкомплектовани на стапела според условията на Вашингтонския договор линейни крайцери, а още по-рано – построените през 1889 г. неброниран крайцер и канонерска лодка. Названието „Такао“ също се носи от служещия в ЯИФ в периода 1874 – 1880 г. войскови транспорт („Такао-Мару“) и парен катер от флота на Шогуната, потънал по време на войната Бошин.
Залагането на двата кораба се състои в един и същи ден, на 28 април 1927 г., „Такао“ е заложен на стапел № 2 на арсенала на флота в Йокосука (едва 12 дена по-рано от там е спуснат на вода главният представител на предходната серия – „Миоко“), а „Атаго“ – в дока на арсенала на флота в Куре (по-рано там са строени „Нагато“ и „Акаги“, десетилетие по-късно там се строи „Ямато“).
В началото на 1928 г. поръчките за двете следващи единици са дадени на частните корабостроителници на „Мицубиши“ (Нагазаки) и „Кавазаки“ (Кобе). На 13 април крайцер № 12 получава названието „Чокай“ в чест на вулкана с височина 2236 м на границата на префектурите Акита и Ямагата, а на 13 септември крайцер № 11 – „Мая“ в чест на един от върховете в планините Роко в префектура Хього. Двете имена по-рано са носени от построени през 1888 г. канонерски лодки. „Чокай“ е заложен на 26 март в Нагазаки, залагането на „Мая“, поради банкрут на корабостроителницата, е в Кобе (тя е спасена с намесата на ръководството на флота) 8 месеца по-късно – на 4 декември.
Тържественото спускане на вода на „Такао“ се състои в Йокосука, на 12 май 1930 г., то е наблюдавано лично от императрица Коджун, принц Чичибу (брат на императора) и още 80 000 души. Спусковото тегло на корпуса на крайцера съставлява 7645 тона, той слиза от стапела за 57 секунди, развивайки на вода скорост от 11,93 възела. В периода октомври – декември същата година на „Такао“ за опитни цели е съоръжен дървен макет на надстройката в оригиналните размери, и последващата готовност на първата двойка кораби зависи от решенията за нейната конструкция. Първи от четирите крайцера в строй влиза „Атаго“, на 30 март 1932 г., след това, на 31 май – „Такао“, и месец по-късно, на 30 юни – „Чокай“ и „Мая“. По-бързото построяване на втората двойка кораби се обяснява с по-доброто ѝ финансиране.
| Име            | Място на построяване                       | Заложен         | Спуснат на вода | Въведен в експлоатация | Съдба |
| -------------- | ------------------------------------------ | --------------- | --------------- | ---------------------- | --- |
| „Такао“ (高雄) | Арсенал на флота, Йокосука                 | 28 април 1927   | 12 май 1930     | 31 май 1932            | Потопен като кораб-мишена в Малакския пролив 27 октомври 1946 г.                                                                |
| „Атаго“ (愛宕) | Арсенал на флота, Куре                     | 28 април 1927   | 16 юни 1930     | 30 март 1932           | Торпилиран от американската подводна лодка „Дартер“ при остров Палаван на 23 октомври 1944 г.                                   |
| „Мая“ (摩耶)   | Корабостроителница на „Кавазаки“, Кобе     | 4 декември 1928 | 8 ноември 1930  | 30 юни 1932            | Торпилиран от американската подводница „Дейс“ при остров Палаван на 23 октомври 1944 г.                                         |
| „Чокай“ (鳥海) | Корабостроителница на „Мицубиши“, Нагазаки | 26 март 1928    | 5 април 1931    | 30 юни 1932            | Тежко повреден от американската авиация и довършен с торпеда от разрушителя „Фуджинами“ при остров Самар на 25 октомври 1944 г. |

## История на службата
След влизането в строй 4-те крайцера, на 1 декември 1932 г., влизат в състава на 4-та дивизия крайцери, заменяйки извадените в резерва кораби от типа „Миоко“. През април 1933 г. те съвместно с „Аоба“, „Кинугаса“ и „Како“ участват в учения, включващи стрелби през нощта и на голяма дистанция с корекция на огъня с помощта на хидросамолети. От резултатите им се изяснява голямо разсейване на новите установки на ГК, потвърдено скоро от опити с даващи цветно петно снаряди изстреляни от „Атаго“.
От 29 юни до 5 юли 1933 г. 4-та дивизия заедно с „Аоба“, „Кинугаса“ и „Како“ прави поход към Тайван. В периода юли – август тя плава в южните морета, а на 25 август участва в морския парад в Йокохама. От септември и до края на годината четирите крайцера последователно са на докуване с модернизация в Йокосука.
В периода февруари – април 1934 г. 4-та дивизия участва в учения със стрелби при бреговете на остров Кюсю. Във втората половина на септември те заедно с 6-та дивизия („Аоба“, „Кинугаса“, „Фурутака“) посещава Рюджун и Циндао. От 22 октомври до 30 декември („Чокай“ в периода от 29 януари до 20 февруари 1935 г.) корабите се намират на ремонт в Йокосука.
От 29 март до 4 април 4-та дивизия заедно с 6-а прави кратък поход към крайбрежието на Централен Китай. В периода август – септември тя участва в ежегодните маневри на флота при бреговете на остров Хоншу. На 15 ноември всички 4 крайцера са извадени в резерва и придадени на охранителния район на Йокосука. Също за кратко, от 16 декември до 10 март 1936 г., „Атаго“ се намира в състава на 5-та дивизия („Миоко“, „Начи“, „Хагуро“), заменяйки намиращия се в ремонт „Ашигара“.
След края на разследването на инцидента с Четвърти флот на корабите в Йокосука са проведени работи по увеличаване на надлъжната здравина на корпусите им: на „Чокай“ от 13 май до 31 юли 1936 г., на „Такао“ – от 13 юни до 20 септември, на „Атаго“ – от 14 юни до 31 юли, на „Мая“ – от 9 юли до 20 септември. На 29 октомври 4-те крайцера участват в прегледа на флота в Кобе, преди това, на 26 – 28 октомври, на борда на „Атаго“ при прехода от Кобе за Етаджима с посещение на Куре и обратно, присъства самия император Хирохито. От 31 октомври до 31 юли 1937 г. „Чокай“ преминава модернизация в Йокосука. На 1 декември 1936 „Такао“ и „Мая“ влизат в състава на 4-та дивизия на Втори флот, а „Атаго“ остава в резерва.
„Такао“ и „Мая“, в периода 27 март – 6 април 1937 г., правят поход в района на Циндао. От 26 май до 20 юни „Такао“ преминава пореден ремонт в Йокосука. На 7 август в състава на 4-та дивизия влиза „Чокай“, и всичките три кораба правят поход в района на Рьоджун, връщайки се в Япония към края на месеца. От септември до ноември „Чокай“ действа при бреговете на Северен Китай. На 1 декември „Такао“ е изваден в резерва за преминаване на голяма модернизация в Йокосука, продължила от май 1938 до 31 август 1939 г., за „Атаго“ тя отнема периода от април 1938 до 20 октомври 1939 г.
„Мая“ и „Чокай“, през април 1938 г., плават към Южен Китай, през септември и първата половина на октомври съвместно с 4 единици от типа „Могами“ провеждат учебни стрелби западно от остров Кюшу. През втората половина на октомври те отново посещават южнокитайското крайбрежие. През март 1939 г. 4-та дивизия прави поход към Северен Китай, а на 4 април провежда стрелби по радиоуправляемия кораб-мишена „Сетцу“, демонстрирайки по-добро разсейване на снарядите – 330 м на далечина 18,3 км. На 10 ноември „Чокай“ влиза в състава на Пети флот, а пет дни по-късно става флагман на 15-та дивизия и едновременно на Втори Китайски експедиционен флот. „Мая“, на 15 ноември, е придаден на базата в Йокосука като учебен артилерийски кораб. Тяхното място в 4-та дивизия заемат върналите се от модернизация „Такао“ и „Атаго“.
В края на март – началото на април 1940 г. 4-та дивизия е в поход при бреговете на Южен Китай. На 1 май в нейния състав се връща „Мая“, а на 15 ноември и „Чокай“. През февруари 1941 г. всичките четири крайцера отново плават за Южен Китай, през март участват в учения при остров Кюшу, а през април са на докуване. Есента, в рамките на военната подготовка, корабите отново са в доковете.
След влизането на Япония във Втората световна война, през декември 1941 г., четирите крайцера участват в превземането на Малая, като „Атаго“ е флагман на адмирал Кондо, а „Чокай“ – на адмирал Одзава. На 9 декември „Такао“, „Атаго“ и „Чокай“, заедно с други кораби, безуспешно излиза за прихващане на британското съединение „Z“ (линкорите „Принс оф Уелс“ (HMS Prince of Wales (53)) и „Рипалс“ (HMS Repulse (34)), четири разрушителя), разгромно на следващия ден от авиацията с брегово базиране.
„Чокай“, в периода януари – февруари 1942 г., поддържащ десанта в Борнео и Суматра, на 22 февруари получава повреди при контакт с риф. Ремонтът му в Сингапур заема периода от 27 февруари до 9 март. Трите други крайцера, в края на февруари – началото на март, участват в превземането на Ява. На 2 март те съвместно с „Араши“ и „Новаки“ потопяват два стари разрушителя на съюзниците: британският „Стронгхолд“ и американския „Пилсбъри“. „Чокай“ през първата декада на април участва в рейда в Индийския океан, и на 6 април, при бреговете на Индия, разстрелва три парахода: американските „Селма Сити“ и „Биенвил“ и британския „Генджис“. През март – април 1942 г. на „Такао“ и „Атаго“ в Йокосука преминават работи по замяна на зенитните оръдия.
На 2 май „Такао“ взема на борда си 472 члена на екипажа на хидросамолетоносача „Мидзухо“, торпилиран от американската подводница „Драм“. Месец по-късно заедно с „Мая“ в състава на съединението на адмирал Какута той участва в удара по Дъч Харбър. На 5 юни със зенитен огън на „Такао“ е свален бомбардировач B-17E. „Чокай“ и „Атаго“ влизат в състава на силите, които трябва да подсигуряват десанта на Мидуей, и след отмяната на операция „MI“ се връщат в базите.
„Чокай“, на 14 юли, става флагмански кораб на новосформирания Осми флот (командващ – адмирал Микава) и на 30 юли пристига в Рабаул. В хода на сражението при остров Саво, в нощта на 9 август, той изстрелва 308 203-мм снаряда и 8 торпеда тип 93, съвместно с корабите на 6-та дивизия („Аоба“, „Кинугаса“, „Фурутака“, „Како“) потопявайки четири американски и австралийски тежки крайцера. В хода на боя той получава три попадения от 203-мм снаряди (в т.ч. едно проходно в първата кула), губейки 34 души убити и 48 ранени, поправката на повредите в Рабаул отнема седем дена.
В хода на морското сражение при Гуадалканал, в нощта на 14 ноември, „Такао“ и „Мая“ съвместно с „Кинугаса“ изстрелват по летището Хендерсън Фийлд 381 и 485 203-мм снаряда съответно. Сутринта на 14 ноември те са атакувани от американската авиация, в хода на което „Мая“ получава сериозни повреди в резултат на таран на „Даунтлес“ и последващата детонация на 120-мм снаряди (37 убити), на „Чокай“ са наводнени няколко отсека след близък разрив на 1000-фунтова (434 кг) авиобомба. „Такао“ и „Атаго“ участват в дуела на „Киришима“ и „Саут Дакота“ (USS South Dakota (BB-57)), постигайки най-малко 16 попадения с 203-мм бронебойни снаряди в последния (само повърхностни повреди) и без да понесат заметни щети самите те.
От 31 януари до 9 февруари 1943 г. „Такао“ и „Атаго“ заедно с „Миоко“ и „Хагуро“ подсигуряват прикритие на евакуацията на японските войски от Гуадалканал.
„Мая“ след поравка на повредите в Йокосука, на 30 януари 1943 г., е придаден на Северното съединение. На 27 март в неговия състав кораба участва в боя при Командорските острови, изстрелвайки 904 203-мм снаряда и 16 торпеда, повреждайки съвместно с „Начи“ крайцера „Солт Лейк Сити“ (USS Salt Lake City (CA-25)) и разрушителя „Бейли“ и без да получи повреди.
В периода юли – началото на септември четирите крайцера преминават в Йокосука първа военна модернизация. През август всички те се съединяват на Трук. На 5 ноември три от тях, оказали се в Рабаул, са подложени на нападенията на американската авиация, получавайки различни повреди. „Атаго“ от три близки разрива на бомби, в резултат на което са наводнени редица отсеци, убити са 22 души (включая и командира – капитан 1-ви ранг Накаоку) и са ранени 64. „Такао“ получава попадение на една 500-фунтова бомба, пробиваща горната палуба и повреждаща кули на ГК №1 и 2, загиват 23 члена на екипажа. „Мая“ е повреден от попадение на бомба на полетната палуба и последващ пожар, загиват 17 души и 60 са ранени. „Атаго“, „Такао“ и „Чокай“ до януари 1944 са в ремонт, съвместен с втората им военна модернизация, „Мая“ е решено да не се възстановява в изходен вид и да се преустрои на крайцер ПВО.
Всичките четири единици участват в сражението при Марианските острови, на 20 юни 1944, „Мая“ при това получава леки повреди от близки разриви. През лятото те преминават трета военна модернизация.
Всички четири крайцера участват в сражението в залива Лейте през октомври 1944 г. Сътринта на 23 октомври Първо нападателно съединение е атакувано от американски подводни лодки, и първата им жертва става флагманския „Атаго“: той получава от „Дартер“ четири торпеда Mk 14 в десния борд и, независимо от борбата за живучест, след двадесет минути се преобръща. Загиват около 360 души, примерно 700 са спасени от разрушителите, включая и адмирал Курита с щаба. „Такао“ получава две торпеда от същата подводница, нанесли му сериозни повреди (крен от 10° поради наводняване на три котелни отделения, огънати перото на руля и двата винта на десния борд, излизат от строй два ТЗА, 33 убити), и под конвой на разрушители е изпратен за ремонт в Бруней. Накрая, крайцерът „Мая“ е поразен в десния борд от четири торпеда на „Дейс“ и в резултат на последващия взрив на носовите погреби потъва в течение на 8 минути. Загиват 336 чоовека (включая командира – капитан 1-ви ранг Ое), 769 са спасени от другите кораби (от тях само 635 преживяват последващия бой в морето Сибуян и потопяването на „Мусаши“). Без да получи никакви повреди „Чокай“ продължава пътя със съединението на Курита. Сутринта на 25 октомври в хода на боя при остров Самар той предположително взема активно участие в потопяването на ескортния самолетоносач „Гембир Бей“ и разрушителите „Хоел“ и „Джонсон“, а след това от нападението на „Авенджърите“ на ескадрила VC-5 на „Киткун Бей“ в резултат на попаденията на 500-фунтови авиобомби и последващ пожар губи ход. Разрушителят „Фуджинами“ снема от крайцера екипажа му и вечерта го довършва с торпеда. Тъй като „Фуджинами“ на разсъмване, на 27 октомври, е потопен от авиогрупата на „Есекс“ (USS Essex (CV-9)) с всички намиращи се на борда му, то от „Чокай“ не се спасява никой.
Преживелият Лейте „Такао“, на 12 ноември, пристига в Сингапур, където на 15 ноември е предаден в състава на 5-та дивизия („Хагуро“ и „Миоко“). Както и „Миоко“, той не се ремонтира и се използва като плаваща зенитна батарея. На 20 януари 1945 г. двата кораба преминават в състава на Първи южен експедиционен флот. На 31 юли „Такао“ е атакуван от проникнала в базата британска свръхмалка подводна лодка XE-3, екипажът на която залага на дъното под крайцера два 4400-фунтови (2-тонни) заряда и поставя на корпуса 35-кг магнитни мини. Сработват само последните, в резултат на което корабът получава пробойна на дъното с размер 7 на 3 метра, ред отсека под долната палуба са наводнени (в т.ч. погребите на първа и втора кули на ГК, 127-мм оръдия и 25-мм автомати). На 21 септември „Такао“ е пленен от британците, а на 27 октомври 1946 г. е потопен в Малакския пролив в качеството на цел за огъня на крайцера „Нюфаундленд“ (HMS Newfoundland (59)).

## Модернизации
При ремонта през есента – зимата на 1933 г. са проведени работи по усъвършенстването на приборите за управление на огъня на главния калибър и безжичната връзка, също е поставена СУАЗО тип 91. При следващия ремонт, в края на 1934 г., е заменена с по-добра, рулевата трансмисия.
От май до септември 1936 г. на корабите са проведени работи по усилване на надлъжната здравина и корпуса, състоящи се в нитоване на листове стомана тип „D“ с ширина 1,3 м и дебелина 16 мм от двете страни на кила, и листове от същия материал с ширина 1,2 м и дебелина 19 мм – към горната палуба. На „Такао“ и „Мая“ товарната стрела е заменена с нова, имаща усилена конструкция.
На „Такао“, от 26 май до 20 юни 1937 г., е скъсен горния край на фокмачтата, на нейната площадка е поставен радиопеленгатор с антена. Също са поставени по-мощните прожектори тип 92, а защитните екрани на техните кулички са свалени.
„Чокай“, от 31 октомври 1936 до 31 юли 1937 г. и „Мая“, от 8 декември 1937 до 14 януари 1938 г., преминават модернизация, включваща в себе си:
- Премахване на спомагателния парен котел и неговия димоход;
- Премахване на индукционните турбини, за крейсерската скорост вече се използват и 4-те винта;
- Замяна на двата 40-мм зенитни автомата с две четирицевни 13,2-мм картечници тип 93;
- Аналогично при „Такао“ преправяне на фокмачтата с поставяне на радиопеленгатор. Също „Чокай“ получава усилена товарна стрела и прожектори тип 92, с премахване на екраните им[74].

Предварителните работи за голямата модернизация за типа „Такао“ започват през 1937 г. Работите по нея се провеждат на „Такао“ от май 1938 до 31 август 1939 г. в Йокосука и на „Атаго“ от април 1938 до 20 октомври 1939 г. в Майджуру и Йокосука. Тя включва следните изменения:
- Двете четирицевни картечници тип 93 се заменят с два сдвоени на мостика и на четири сдвоени 25-мм автомата отстрани на комините[75];
- Торпедните апарати тип 89 се заменят с четири четиритръбни тип 92 модел 1 първа модификация, със система за бързо презареждане. Боекомплектът от 1940 г. е 24 торпеда тип 93[76];
- Четирикраката фокмачта се заменя с тринога, с пост за управление на торпедния огън на върха ѝ[76];
- В рамките на модернизацията на системата за управление на огъня визьорите за централно насочване тип 14 се заменят с новия тип 94: главен на върха на настройката и резервен зад втория комин. На мостика също са поставени изчислителен прибор (централен автомат на стрелбата) тип 92 и визьор за следене на целта тип 92. Заедно с 25-мм автомати са добавени две визьорни колонки тип 95, поради липса на новата СУАЗО тип 94 наличната тип 91 е само преместена напред. Системата за управление на торпедния огън вече включва два визьора тип 91 модел 3, два торпедни автомата на стрелбата тип 93, два прибора за управление на торпедната стрелба тип 92 на мостика и един – на площадка на фокмачтата. 6-метровия далекомер от покрива на първата кула на ГК е преместен към първия ВЦН тип 94, 4,5-метровите далекомери тип 91 са пренесени на мостика, 3,5-метровите са свалени[77];
- Гротмачтата е заменена с по-масивна с по-мощна товарна стрела и е преместена с 25 м към кърмата, към четвъртата кула на ГК[78];
- Катапултите тип № 2 модел 3 се заменят с тип №2 модел 5, способни да пускат хидросамолети с маса до 4000 кг и са преместени с 10 м напред от предишната позиция. Хангарът се премахва, на образуваното пространство се поставя система релси, аналогична на тази на типа „Миоко“ след втората модернизация. Авиогрупата щатно трябва да включва един триместен хидросамолет тип 0 и два двуместни тип 0. Но първите постъпват на „Атаго“ и „Такао“ едва през ноември 1941, вторите – през 1942, дотогава се базират един триместен тип 94 и два-три двуместни тип 95. Хранилището за боезапаса им се намира под бронираната долна палуба при четвъртата кула и вместява четири 250-кг и 44 60-кг авиобомби[78];
- На самата кърма, под нивото на средната палуба, са направени четири улея за хвърляне на дълбочинни бомби[78];
- За намаляване на високото тегло е преправена надстройката, броят на етажите ѝ е намален до осем[78];
- Несигурните индукционни турбини са свалени, валовете на задните ТЗА вече се задвижват от техните ТВН, получаващи отработена пара от ТКХ на предните ТЗА. В котлите са заменени инжекторите. Независимо от намаляването на запаса мазут с 327 тона, заради използването на част от горивните цистерни в системата за контранаводняване, очакваната далечина на плаване на 14-възлов ход нараства и съставя 8500 морски мили, фактическата на 18-възлов – 5090 мили. На ходовите изпитания след модернизациите „Такао“ и „Атаго“ развиват скорост 34,25 и 34,12 възела при водоизместимост от 14 989 и 14 835 тона и мощност на машините 133 100 и 133 000 к.с. съответно[79];
- Поставена е система за бързо контранаводняване на отсеците с централен пост за управление, аналогична на използваната на крайцерите от типа „Тоне“[41];
- Булите се заменят с увеличени и аналогични по конструкция на тези, които са поставени на типа „Миоко“ при втората им модернизация[41];
- Екипажът на крайцерите през 1939 г. съставя 835 души (55 офицера и 780 матроса), към 1941 той нараства до 900 – 920 (970 с щаб на флота). При модернизацията в резултат на преустройствата на жилищните помещения броят на каютите за старшите офицери нараства до 18, подобряват се условията за обитание и на останалия команден състав[80].

През есента на 1940 г. на четирите кораба са заменени износените стволове на оръдията на ГК.
Провеждането на аналогичните на „Атаго“ и „Такао“ работи по крайцерите „Чокай“ и „Мая“ е планирано за януари 1941 г., но на 15 ноември 1940 г. излиза постановлението за първата фаза на военните приготовления, според която флота трябва да е напълно готов към юни 1941 г. Изпълнението на модернизациите им в планирания обем за шест месеца е счетено за нереално, и през пролетта на 1941 г. в корабостроителницата в Йокосука те получават следните изменения:
- Торпедните апарати тип 89 се доработват за използването на кислородните торпеда тип 93 (боекомплект – 16 единици)[81];
- Катапултите тип №2 модел 3 се заменят с тип №2 модел 5, авиогрупите са унифицирани с тези на „Атаго“ и „Такао“[81].

През есента на 1941 г. на „Такао“ и „Атаго“ двете сдвоени 13,2-мм картечници са заменени с два сдвоени 25-мм автомата. През пролетта на 1942 на „Чокай“ и „Мая“ с тях са заменени четирицевните картечници, в допълнение към четирите поставени при първия комин.
През март („Такао“) и април („Атаго“) на 1942 г. 120-мм зенитни оръдия са заменени с четири сдвоени установки 127-мм оръдия тип 89, които са планирани за поставяне още в хода на модернизацията 1938 – 1939 г.
Лятото на 1943 г. при преминаване на първата военна модернизация всичките четири кораба получават радиолокатор за откриване на въздушни цели №21, способен да засече единичен самолет на далечина от 70 км, а група – от 100 км. На „Атаго“ и „Такао“ при това са добавени два трицевни 25-мм автомата (общ брой стволове – 18), на „Чокай“ и „Мая“ – два сдвоени (общ брой стволове – 16).
При втората военна модернизация на „Атаго“ и „Такао“, в края на 1943 г., поставят още осем единични 25-мм автомата (общ брой стволове – 26) и радиолокаторът за откриване на надводни цели №22 4-та модификация. Той съгласно заявените характеристики може да засече разрушител на 17 км, крайцер – от 20 км, линкор – от 35 км. „Чокай“ през януари 1944 г. получава на Трук десет единични 25-мм автомата (общ брой стволове – 26). Също за подобряване на херметичността на корпуса всички илюминатори на долната палуба и на част от средната са запушени чрез заварването им с кръгли стоманени капаци.
„Мая“ в периода от 5 декември 1943 до 9 април 1944 г. в Йокосука е преустроен в крайцер ПВО, със следните изменения:
- Демонтирана е третата кула на ГК, всички 120-мм оръдия, сдвоените 25-мм автомати, сдвоените торпедни апарати, 3,5-метровите далекомери, хангарът за хидросамолетите[86];
- Поставени са шест сдвоени установки за оръдия тип 89 (първите две – отстрани на мястото на третата кула)[86];
- Поставени са тринадесет строени и девет единични 25-мм автомата (общ брой стволове – 48), а също 36 единични 13,2-мм картечници и две 7,7-мм[87];
- Две СУАЗО тип 91 се заменят с две нови тип 94, към двете визьорни колонки тип 95 се добавя още една – на мостика[88]. В допълнение към РЛС №21 е поставена станция за откриване на надводни цели №22[89];
- Премахнатите торпедни апарати са заменени с четири четиритръбни тип 92, но без резервни торпеда или система за бързо презареждане[86];
- Зенитната палуба се удължена до четвъртата кула на ГК, на нея е поставена система релси, както е на „Такао“ и „Атаго“. Авиогрупата е съкратена от три до две машини, планира се използването на новите хидросамолети „Джуйун“, но през април 1944 крайцерът получава само два триместни тип 0[88];
- Булите са доведени до това ниво, което е на „Такао“ и „Атаго“[89];
- Затворени са всички илюминатори на долната палуба и част от тях – на средната[89];
- Стандартната водоизместимост достига 13 350 тона, с 2/3 запаси – 15 159 тонн. Максималната скорост намалява до 34,25 възела[90];
- Щатния екипаж съставя 996 души (55 офицера и 941 матроса), след усилването на зенитното въоръжение, през лятото на 1944 г., той нараства до 1105[90].

Аналогични работи в Куре за същите срокове са планирани за крайцера „Чокай“. Но до юни 1944 г. той не посещава Япония, което не позволява те да се реализират.
През първата половина 1944 г. на корабите започва поставянето на приемници за радарно излъчване и прибори за инфрачервена свръзка тип 2.
При третата военна модернизация, лятото на 1944 г., „Атаго“ и „Такао“ получават допълнително четири строени и двадесет и два единични 25-мм автомата (общ брой стволове – 60). На „Чокай“ поставят дванадесет единични 25-мм автомата (общ брой стволове – 38), а на „Мая“ – осемнадесет (общ брой стволове – 66). Всички кораби получават допълнителен радар за въздушни цели №13, „Чокай“ – новата за него станция №22. РЛС №22 4-та модификация се модернизира с поставяне на суперхетеродинен приемник и може вече да се използва в системата за управление на огъня. Станалите ненужни поради това изчислители за курса и скоростта на целите тип 92 са свалени.
| Сравнителна таблица на ТТХ на носените от крайцерите оръдия | Сравнителна таблица на ТТХ на носените от крайцерите оръдия | Сравнителна таблица на ТТХ на носените от крайцерите оръдия | Сравнителна таблица на ТТХ на носените от крайцерите оръдия | Сравнителна таблица на ТТХ на носените от крайцерите оръдия | Сравнителна таблица на ТТХ на носените от крайцерите оръдия |
| Оръдие                                                      | 20-см/50 тип 3-та година №2                                 | 12-см/45 тип 10                                             | 12,7-см/40 тип 89                                           | 40-мм/39 тип „Би“                                           | 25-мм тип 96                                                |
| ----------------------------------------------------------- | ----------------------------------------------------------- | ----------------------------------------------------------- | ----------------------------------------------------------- | ----------------------------------------------------------- | ----------------------------------------------------------- |
| Година на приемане на въоръжение                            | 1931                                                        | 1926                                                        | 1932                                                        | 1925                                                        | 1936                                                        |
| Калибър, мм                                                 | 203,2                                                       | 120                                                         | 127                                                         | 40                                                          | 25                                                          |
| Дължина на ствола, калибра                                  | 50                                                          | 45                                                          | 40                                                          | 62                                                          | 60                                                          |
| Маса на оръдието със затвора, кг                            | 19 000                                                      | 2980                                                        | 3060                                                        | 341                                                         | 115                                                         |
| Скорострелност, изстрела/минута                             | 2 – 4                                                       | до 11                                                       | до 14                                                       | до 100                                                      | до 260                                                      |
| Установка                                                   | Типа E(Тип E1)                                              | Тип B2                                                      | Тип A1                                                      | –                                                           | —                                                           |
| Ъгли на насочване                                           | −5°/+75°(+55°)                                              | −10°/+75°                                                   | −8°/+90°                                                    | −5°/+85°                                                    | −10°/+85°                                                   |
| Тип зареждане                                               | Картузно                                                    | Унитарно                                                    | Унитарно                                                    | Унитарно                                                    | Унитарно                                                    |
| Типове снаряди                                              | Бронебоен, фугасен, осветителен, учебен                     | Фугасен, осветителен, гмуркащ                               | Фугасен, осветителен, гмуркащ                               | Фугасен, полубронебоен                                      | Фугасен, запалителен, трасиращ, бронебоен                   |
| Тегло на снаряда, кг                                        | 125,85                                                      | 20,45                                                       | 23,0                                                        | 0,907                                                       | 0,25                                                        |
| Тегло на метателния заряд, кг                               | 33,80                                                       | 5,5                                                         | 3,98                                                        | 0,096                                                       | —                                                           |
| Начална скорост, м/с                                        | 835                                                         | 825                                                         | 720                                                         | 600                                                         | 900                                                         |
| Максимална далечина на стрелбата, м                         | 29 400                                                      | 15 600                                                      | 13 200                                                      | 13 000                                                      | 7500                                                        |
| Досегаемост по височина, максимална, м                      | 10 000 (—)                                                  | 10 065                                                      | 8100                                                        | 7000                                                        | 5250                                                        |
| Ефективна, м                                                | –                                                           | 8450                                                        | 7400                                                        | 2000                                                        | 1500                                                        |

## Оценка на проекта

### Сравнение с типа „Миоко“
Крайцерите от типа „Такао“ са развитие на типа „Миоко“. От него са построени 4 единици в периода 1924 – 1929 г. Измененията относително тях са както положителни, така и отрицателни.
Към първите може да се отнесат:
- Броневият пояс със значително по-голяма площ, осигуряващ защита от гмуркащи снаряди[30];
- Много по-добра защита на погребите, както вертикална, така и хоризонтална[96];
- Нови насочващи се торпедни апарати с по-бързоходни торпеда[97];
- Присътстващи по проект два катапулта за пуск на хидросамолети[23];
- Съществено по-добри условия за обитаемост за екипажа, както за сметка на по-голямата площ на жилищните помещения, така и за сметка на по-развитата система за вентилация[37];.

Към вторите:
- Още по-голямо, в абсолютни стойности, строително претоварване: пълната водоизместимост надминава 15 000 тона. В резултат на това устойчивостта достига опасно ниско ниво[17], а контрактната скорост на изпитанията развива само един от четирите кораба[37];
- Огромната надстройка, увеличаваща високото тегло, площта и силуета на кораба. Макар във военно време плюсовете от поместването на всички постове за управление в нея все пак преборват тези минуси[9];
- Неудачните установки на главния калибър (на първите три кораба), отличаващи се с по-голямо разсейване относително по-ранните от типа „D“ на „Миоко“. Освен това, поради неоправданите очаквания, че те ще бъдат способни да водят ефективен зенитен огън, крайцерите получават по-малък брой 120-мм оръдия – 4 срещу 6[22];
- Индукционните турбини, които трябва да осигуряват по-бърз преход от крайцерски ход към пълен по сравнение с електродвигателите. Обаче поради честите грешки при преподсъединяването на валовете и последващите аварии те са свалени в хода на ремонтите през 1938 – 1939 г[29].
- По-ниска, отколкото на „Миоко“, ефективна височина на надводния борд (нос/мидъл/кърма): 7,65/4,41/3,53 м[98].

### Сравнение с чуждестранните аналогази
Крайцерите от типа „Такао“ са връх в развитието на японските тежки крайцери и стават най-големите кораби от този клас в японския флот. Както и типът „Миоко“, крайцерите от типа „Такао“ са предназначени преди всичко за борба с „вашингтонските крайцери“ на другите страни. Благодарение на високата скорост, силното въоръжение и солидното брониране те превъзхождат всички свои „аналози“ от другите страни. Преимуществото над своите основни съперници – американските тежки крайцери – те съхраняват до влизането в строй на крайцерите от типа „Балтимор“. Цената за това е превишаването на лимитите на вашингтонското съглашение – вместо 9850 дълги тона стандартна водоизместимост по проект, то фактически надвишава 11 400 дълги тона.
Това претоварване води до намаляване на метацентричната височина и снижава устойчивостта. Повишаването на газенето води до това, че по-голямата част от бронирания пояс се скрива под водата, снижавайки защитеността на крайцерите. За отстраняването на тези недостатъци по време на модернизациите се увеличават бордовите були, което допълнително увеличава възможностите на противоторпедната защита на крайцерите.
При сравнение с американските, британските, френските и италианските тежки крайцери, заложени по същото време, се вижда, че:
- японските кораби имат 10 оръдия на главния калибър против 9 на американските крайцери и 8 на останалите;
- универсалната артилерия е аналогична на американските и британските крайцери и отстъпва на имащата по-малки калибри, но по-многочислена на френските и италианските;
- по авиационно въоръжение „Такао“ е сравним с „Нортхамптън“ и „Фош“, също с по два катапулта (но с авиогрупа до 4 самолета), и превъзхожда останалите;
- торпедното въоръжение превъзхожда това на аналозите;
- по бронева защита „Такао“ отстъпва на тежкобронираните италиански крайцери от типа „Зара“, но превъзхожда всички останали;
- по максимална скорост той превъзхожда всички, с преимущество до 3 възела;
- по далечина на плаване „Такао“ превъзхожда френските и италианските крайцери, но отстъпва на американските и британските.

Благодарение на прекрасните характеристики, доброто умение на екипажите и използването на фактора на изненада (особено нощем) японските крайцери в първия етап на войната постигат ред гръмки победи над британските, холандските и американските крайцери. Но към средата на войната японския флот губи тактическото преимущество и японските крайцери под атаките на авиацията и подводните лодки престават да оцеляват даже с високата си защитеност. Противоторпедната защита на японските крайцери е изчислена да противостои на попадение от торпеда с бойна част от 200 кг TNT. През втората половина на войната американското авиационно торпедо има бойна част от 275 кг Торпекс (тротилов еквивалент 408 кг), а торпедата за подводните лодки – 292 кг торпекс (еквивалент 437 кг TNT). Очевидно е, че защитата на японските крайцери вече е неадекватна за новите торпеда.
По сравнение с американските крайцери отличителна черта на японските крайцери е по-мощно торпедно въоръжение. В началото на войната това обстоятелство заедно с редица други фактори помога на японските крайцери да постигат решителни резултати в битките с крайцерите на противника. Но към края на войната наличието на голям брой взривоопасни торпеда на борда отрицателно влияе на тяхната бойна устойчивост. Загубата на три крайцера („Микума“, „Фурутака“ и „Судзуя“) пряко се свързва с детонация на торпеда на борда. Още два крайцера – „Аоба“ и „Могами“ – получава тежки повреди по същия начин.
| Характеристики на оръдията на главния калибър на тежките крайцери | Характеристики на оръдията на главния калибър на тежките крайцери | Характеристики на оръдията на главния калибър на тежките крайцери | Характеристики на оръдията на главния калибър на тежките крайцери | Характеристики на оръдията на главния калибър на тежките крайцери | Характеристики на оръдията на главния калибър на тежките крайцери | Характеристики на оръдията на главния калибър на тежките крайцери |
| ----------------------------------------------------------------- | ----------------------------------------------------------------- | ----------------------------------------------------------------- | ----------------------------------------------------------------- | ----------------------------------------------------------------- | ----------------------------------------------------------------- | ----------------------------------------------------------------- |
| Оръдие, мм/клб                                                    | 203/50                                                            | 203/53                                                            | 203/50                                                            | 203/60                                                            | 203/55                                                            | 203/50                                                            |
| Страна                                                            | Франция                                                           | Италия                                                            | Япония                                                            | Германия                                                          | САЩ                                                               | Англия                                                            |
| Тегло на снаряда, кг                                              | 123,1(134)                                                        | 125,3                                                             | 125,85                                                            | 122                                                               | 118(152)                                                          | 116,1                                                             |
| Начална скорост, м/с                                              | 850 (820)                                                         | 900                                                               | 840                                                               | 925                                                               | 853 (762)                                                         | 855                                                               |
| Енергия, млн. Дж                                                  | 90,1                                                              | 101,5                                                             | 88,8                                                              | 104,4                                                             | 85,8                                                              | 84,9                                                              |
| Живучест на ствола, изстрела                                      | 600                                                               | 200                                                               | 400                                                               | 600                                                               | 600                                                               | 550                                                               |
| Максимална далечина на стрелбата, км                              | 31,4 (30)                                                         | 31,3                                                              | 29,4                                                              | 33,54                                                             | 29,13 (27,4)                                                      | 29,4                                                              |

Ориентирайки се по конструкцията на британския „Кент“, японците разработват 203-мм установки с възможност за водене на зенитна стрелба. Но фактически те не оправдават възлаганите на тях надежди и ефективността на зенитния огън е много ниска. Цената за това е увеличеното разсейване на снарядите в залпа и намаляване на броя 120-мм зенитки от 6 до 4 в сравнение с типа „Миоко“. Това обстоятелство отрицателно влияе на възможностите на ПВО на крайцерите. Поставянето в хода на войната на многобройна малокалибрена зенитна артилерия не подобрява съществено положението, и японските крайцери са уязвими за авиационни атаки.
| Сравнителни ТТХ на крайцерите от типа „Такао“ и техните съвременници | Сравнителни ТТХ на крайцерите от типа „Такао“ и техните съвременници | Сравнителни ТТХ на крайцерите от типа „Такао“ и техните съвременници | Сравнителни ТТХ на крайцерите от типа „Такао“ и техните съвременници | Сравнителни ТТХ на крайцерите от типа „Такао“ и техните съвременници | Сравнителни ТТХ на крайцерите от типа „Такао“ и техните съвременници   |
|                                                                      | „Такао“ · Япония                                                     | „Норфолк“ · Великобритания                                           | „Нортхамптън“ САЩ                                                    | „Фош“ · Франция                                                      | „Зара“ · Италия                                                        |
| -------------------------------------------------------------------- | -------------------------------------------------------------------- | -------------------------------------------------------------------- | -------------------------------------------------------------------- | -------------------------------------------------------------------- | ---------------------------------------------------------------------- |
| Година на залагане/влизане в строй                                   | 1927/1932                                                            | 1927/1930                                                            | 1928/1930                                                            | 1928/1931                                                            | 1929/1931                                                              |
| Водоизместимост, стандартна/пълна, т                                 | 11 350/15 186                                                        | 10 135/13 640                                                        | 9297/11 789                                                          | 10 000/13 644                                                        | 11 680/14 300                                                          |
| Силова установка, к.с.                                               | 130 000                                                              | 80 000                                                               | 107 000                                                              | 90 000                                                               | 95 000                                                                 |
| Максимална скорост, възела                                           | 35,5                                                                 | 32,3                                                                 | 32,5                                                                 | 32                                                                   | 32                                                                     |
| Далечина на плаване, мили на скорост, възела                         | 7000 (14)                                                            | 12 500 (12)                                                          | 10 000 (15)                                                          | 5300 (15)                                                            | 5300 (16)                                                              |
| Артилерия на главния калибър                                         | 5×2 – 203-мм/50 тип 3 №2                                             | 4×2 – 203-мм/50 Mk VIII                                              | 3×3 – 203-мм/55 Mk 9                                                 | 4×2 – 203-мм/50 Mle 24                                               | 4×2 – 203-мм/53 Mod. 29                                                |
| Универсална артилерия                                                | 4×1 – 120-мм/45 тип 10                                               | 4×1 – 102-мм/45 Mk V                                                 | 4×1 – 127-мм/25                                                      | 8×1 – 90-мм/50 Mle 29                                                | 8×2 – 100-мм/47 Mod. 28                                                |
| Торпедно въоръжение                                                  | 4×2 – 610-мм ТА                                                      | 2×4 – 533-мм ТА                                                      | 2×3 – 533-мм ТА                                                      | 2×3 – 550-мм ТА                                                      | —                                                                      |
| Авиогрупа                                                            | 2 катапулта, 3 хидросамолета                                         | 1 хидросамолет                                                       | 2 катапулта, до 4 хидросамолета                                      | 2 катапулта, 2 – 4 хидросамолета                                     | 1 катапулт, 2 хидросамолета                                            |
| Брониране, мм                                                        | Борд – 102, палуба – 32 – 47, кули – 25, ПТП – 58                    | Борд – 25, палуба – 25, кули – 25                                    | Борд – 76 – 89, палуба – 25 – 51, кули – 63                          | Борд – 54, палуба – 18, кули – 30, рубка – 30                        | Борд – 100 – 150, палуби – 20 + 70, кули – 120 – 150, рубка – 70 – 150 |
| Екипаж                                                               | 727                                                                  | 710                                                                  | 627                                                                  | 605                                                                  | 841                                                                    |

## Коментари
1. ↑  При влизането им в строй са класифицирани като крайцери 1-ви клас (ито дзюнъйокан, по водоизместимост), от 1931 г. като клас A (ко-кю дзюнъйокан, с 8-дюймов главен калибър, т.е. тежки).
2. ↑  Конструкционна стомана с повишена якост, съдържаща 0,35% въглерод и 0,8 – 1,2% манган. Виж Лакруа и Уелс, с. 742 – 743
3. ↑  Данни от изпитанията на крайцера „Такао“ от 26 юни 1932 г.
4. ↑  При „Такао“ и „Атаго“ катапултът на десния борд не е постановен до 1933 г.
5. ↑  Хромоникелова бронева стомана, съдържаща 0,43 – 0,53% въглерод, 3,7 – 4,2% никел и 1,8 – 2,2% хром. Аналог на по-ранната британска тип VH, и се произвежда в Япония от началото на 20-те години на ХХ век. Виж Лакруа и Уелс, с. 742 – 743
6. ↑  В терминологията на ВМФ на СССР и РФ съществуващите само по краищата долна и трюмна палуби на „Такао“ са не палуби, а платформи.
7. ↑  Конструкционна стомана с повишена якост, съдържаща 0,35% въглерод и 0,8 – 1,2% манган.
8. ↑  Конструкциона стомана с повишена якост, съдържаща 0,25 – 0,30% въглерод и 1,2 – 1,6% манган. Разработена от британската компания „Дейвид Колвил енд Сонс“ (оттук и обозначението Dücol или просто D) през 1925 г., е малко по-здрава от марката HT. Виж Лакруа и Уелс, стр. 742 – 743
9. ↑  Дължина на ствола, отнесена към калибъра на оръдието. Във Франция и Великобритания се измерва по канала на ствола. В САЩ, Германия и Русия под дължина се разбира дължината от дулния срез до челото на затворното гнездо.
10. ↑  По-късно е приет heavy.
11. ↑  По-късно е приет super heavy
12. ↑  За американските и британските кораби дългите тонове са преизчислени в метрични.